# コラーニ コルモラン
コラーニ コルモラン
コラーニ コルモラン
- 用途：民間多用途機
- 設計者：ヴァルター・シュルツェ（Walter Schulze）
- 製造者：コンポジット・エンジニアリング（Composite Engineering, Germany）
- 生産数：0機
- 運用状況：モックアップのみ

コラーニ コルモラン（Colani Cormoran） CCE.228は、1980年代終わりに西ドイツで開発された5座の軽飛行機である。この流線形度の高い特徴あるデザインは、空力技術者のヴァルター・シュルツェ（Walter Schulze）が著名なインダストリアルデザイナーのルイジ・コラーニと協力して作り上げたものであった。特に通常とは異なる特徴は、T字形尾翼の後面に推進式のプロペラを装着している点であった。エンジンは自動車用を転用した245 hp のポルシェ製エンジンを搭載する予定であり、機体の大部分は複合材料製であった。本機のモックアップが1987年のパリ航空ショーに展示された。
日本のトーシン（Tohshin）の資金援助を受けて、西ドイツでコンポジット・エンジニアリング（Composite Engineering, Germany）が試作機の製作を請け負った。

## 要目（計画値）
- 乗員：1名
- 乗客：4名
- 全長：8.60 m (28 ft 3 in)
- 全幅：12.00 m (39 ft 5 in)
- 全高：3.60 m (11 ft 10 in)
- 翼面積： 14.0 m² (151 ft²)
- 空虚重量：825 kg (1,819 lb)
- 全備重量：1,500 kg (3,307 lb)
- エンジン：1 × ポルシェ PFM3200、183 kW (245 hp)
- 最大速度：454 km/h (282 mph)
- 巡航高度：7,620 m (25,000 ft)
- 航続距離：6,629 km (4,119 miles)